# Ecoansia
Ecoansia (dall'inglese ecoanxiety), o chiamata anche eco-ansia, eco ansia, più nello specifico ansia climatica o ansia ecologica, è un termine che descrive un'attivazione psico-emotiva adattiva e generalmente intensa di disagio, sopraffazione, ansia e paura come risposta di fronte a osservabili e/o possibili disastri ambientali correlati al cambiamento climatico e alla crisi ecologica globale. In ambito psicologico, attualmente il lemma viene utilizzato per riferirsi ad uno stato d'inquietudine, senso di colpa, impotenza e depressione come conseguenza psicofisiologica di circostanze ambientali complesse. Ad esempio in approcci psicoterapeutici come la Terapia Cognitivo-Comportamentale (TCC) l'attenzione è rivolta spesso sulla cognizione dell'individuo ritenendo che sia la causa dell'amplificazione delle emozioni, e quindi sulla modificazione dei pensieri automatici al fine di ridurre lo stato emotivo. Tuttavia l'attenzione è riferita all'individuo e non direttamente a riferimenti all'azione e al contesto ambientale.
Già dal 2007 sono stati attestati e condotti alcuni studi approfonditi su tale tematica. La condizione d'ansia non costituisce né viene classificata come una vera e propria patologia medica, bensì è considerata come una risposta fisiologica di consapevolezza del cambiamento climatico; tuttavia, i casi più gravi possono avere un impatto notevole sulla salute mentale,  diventando con più probabilità disadattiva .
Alcune persone hanno riferito di aver provato consapevolezza e un senso di incertezza, ansia e paura per il futuro e delle sue conseguenze ambientali, tanto da aver deciso di non avere figli.  L'ecoansia ha ricevuto una notevole attenzione mediatica dal 2017, e soprattutto dalla fine del 2018, con l'attivista Greta Thunberg che ha normalizzato il discorso sulle emozioni climatiche, parlando della propria ecoansia.
Nel 2018 l'American Psychological Association (APA) ha pubblicato un rapporto sull'impatto dei cambiamenti climatici sulla salute mentale, dichiarando che "i cambiamenti climatici graduali e a lungo termine possono far emergere una serie di emozioni diverse, tra cui paura, rabbia, sentimenti di impotenza o esaurimento". In linea generale, è più probabile che questa ansia abbia un impatto più intenso sui giovani, che possono per motivi psicobiologici ed evolutivi notare con più facilità alcune minacce sistematiche.
Tuttavia, esiste chi ha paragonato l'ecoansia, che colpisce prevalentemente i giovani adulti del XXI secolo, alle paure che avevano i baby boomer durante la guerra fredda circa l'eventuale scoppio di un conflitto nucleare.
L'APA descrive l'ecoansia come "la paura cronica del cataclisma ambientale che deriva dall'osservare l'impatto apparentemente irrevocabile del cambiamento climatico e la preoccupazione associata per il proprio futuro e quello delle prossime generazioni". L'APA, pertanto, ritiene che l'interiorizzazione dei problemi ambientali che affliggono il nostro pianeta possano avere conseguenze psicologiche di varia complessità in alcune persone. La ricerca ha rivelato che queste emozioni, sebbene intense, possono essere adattive soprattutto se accompagnate da comportamenti pro-ambiente. Inoltre, affrontare e condividere collettivamente le emozioni connesse all'ambiente, potenzia il senso di resilienza, efficacia personale e di azione collettiva. Infatti, autori di uno studio hanno notato che una forma specifica di eco-ansia, l'"eco-ansia pratica", può essere una risposta emotiva preziosa di fronte a minacce come il cambiamento climatico: quando vissuta nella giusta misura, l'eco-ansia pratica non solo riflette positivamente sul carattere morale di una persona, ma può anche contribuire a migliorare impegno, motivazione e il benessere individuale e planetario. Tuttavia, gli eventi climatici violenti (alluvioni, cicloni) o i cambiamenti delle temperature possono provocare catastrofi e a conseguenti traumi o condizioni come il disturbo da stress post-traumatico (PTSD) o alti livelli di ecoansia, che se elevata può impedire un funzionamento adattivo nella quotidianità, alimentando sensazioni di impotenza e passività. A tal proposito, la copertura mediatica- ovvero il modo in cui giornali, televisione e social media trattano la crisi climatica- potrebbe influenzare l'ecoansia in modo positivo, stimolando ad azioni ecologiche oppure con notizie catastrofizzanti, che potrebbero generare maggiore paralisi psicologica e in alcuni individui diminuire la motivazione all'azione.

## Definizione
L'ecoansia è definita come un senso di disagio e distress causato dal cambiamento climatico che porta le persone a provare ansia per il loro futuro. Il termine "ecoansia" è stato coniato e definito dal filosofo ambientale Glenn Albrecht che l'ha definita come "una paura cronica della rovina ambientale" Un'altra definizione citata è "il senso generalizzato che le fondamenta ecologiche dell'esistenza siano in procinto di crollare". Alcuni studenti usano il termine ecoansia come sinonimo di ansia climatica, mentre altri preferiscono trattarli differentemente e usare il termine ecoansia più in generale, come una gamma ampia di preoccupazioni ambientali.

## Popolazioni indigene
Le popolazioni indigene sono particolarmente suscettibili all'ecoansia e ad altre risposte emotive legate al cambiamento climatico, a causa della loro stretta connessione con la terra e dalle attività legate ad essa per il loro sostentamento e benessere. Uno studio del 2021 ha rilevato che le popolazioni indigene esposte ai cambiamenti ambientali, come la perdita di specie, la siccità, l'aumento delle temperature e fenomeni meteorologici imprevedibili, erano le più propense ad avere un calo del benessere mentale.

## Supporto e strategie di gestione
Secondo studi sperimentali, in alcune persone la consapevolezza della crisi climatica può generare una sensazione di climate hoplessness, uno stato di impotenza caratterizzata dalla convinzione che le loro azioni non facciano la differenza sul cambiamento climatico. A tal proposito, interventi che rafforzano l'efficacia percepita da un individuo, in cui si ricevono informazioni che descrivono l'impatto concreto delle azioni individuali, riducono la paura climatica e aumentano le scelte sostenibili. Tuttavia, molti psicologi evidenziano come la transizione ecologica richieda sia azione concreta che resilienza emotiva. Senza quest'ultima, diversi attivisti climatici abbandonano l'impegno per esaurimento emotivo e burnout. Protocolli terapeutici come l'ACT climatica e il supporto psicologico facilitano l'elaborazione e l'accettazione delle emozioni, diminuendo il rischio di burnout. la capacità di elaborare le emozioni climatiche, soprattutto la rabbia, può predire resilienza e un impegno più efficace verso il clima, diminuendo i rischi di evitamento, burnout, depressione e sovraccarico. Secondo uno studio, i ragazzi sotto i 18 anni consapevoli dell'ambiente possono mostrare emozioni quali tristezza, paura e rabbia legata al clima, alcuni con comportamenti maladattivi (negazione, evitamento, sovraccarico) altri con risposte adattive (costruttiva speranza). Gli studiosi ritengono utile che insegnanti, genitori ed educatori, adulti e persone di potere includano l'educazione climatica nel curriculum scolastico, appropriato all"età, ma accompagnandolo a empowerment, progetti e considerazione delle emozioni dei giovani. Inoltre, la collettività e i gruppi di discussione sul clima aiutano a elaborare le emozioni eco-ansiose tramite la condivisione, aumentando l'impegno ecologico. L'ecoterapia si è dimostrata efficace nel ridurre l'eco-ansia, favorendo la connessione con la natura e il supporto emotivo attraverso gruppi e organizzazioni e rafforzando il senso di comunità. Si sono dimostrate efficaci altre psicoterapie come la Terapia della Gestalt, La terapia narrativa, la psicoanalisi junghiana e supporti e interventi cognitivi.

## Risposte emotive correlate

### Eco-rabbia
Per eco-rabbia si intende uno stato di frustrazione legata ai cambiamenti climatici e alle loro cause antropiche. Essa può anche essere una frustrazione verso certi gruppi, corporazioni o paesi che contribuiscono al cambiamento climatico. Secondo gli studi, essa e correlata con maggiore salute psicologica rispetto ad eco-ansia e depressione.